# Mateusz Eustachy Sartyni
Mateusz Eustachy Sartyni (ur. około 1796 w Wołosowie, zm. 18 listopada 1884 w Jabłonicy Ruskiej) – polski dziennikarz, pedagog, członek Towarzystwa Ćwiczącej się Młodzieży w Literaturze Ojczystej. Uczestnik powstania listopadowego.

## Życiorys
Ukończył gimnazjum w Stanisławowie. W latach 1813–1817 studiował w Wilnie i we Lwowie, w międzyczasie pracował w cyrku oraz jako korepetytor. Utrzymywał kontakty z organizacjami studenckimi, wstąpił do Towarzystwa Ćwiczącej się Młodzieży w Literaturze Ojczystej i z czasem został jego prezesem. W tym też okresie został jednym z redaktorów miesięcznika „Pamiętnik Lwowski”. W 1827 wyjechał do Warszawy, gdzie otrzymał posadę w administracji Królestwa Polskiego. Wziął udział w walkach powstania listopadowego. Po upadku powstania osiadł we Lwowie, gdzie oddał się pracy językoznawczej i pedagogicznej. W 1848 objął posadę redaktora naczelnego „Gazety Lwowskiej” jak również jej dodatków. Funkcję tę pełnił do 1862. Zamieszkał w dobrach Agenora Gołuchowskiego u swego brata Antoniego. W ostatnich latach życia powrócił do językoznawstwa.

## Publikacje
- Wortforschungslehre der polnischen Sprache, I — II, Lwów 1842
- Nauka języka polskiego z zasad Szrzeniawy, I — II, Lwów 1845-1845
- Wie der polnische Sprachgeist die Urgeschichte der slavischen Volksstalmme auffasst?, Lwów 1850
- Wypisy polskie dla użytku klas niższych w c.k. gimnazjach, I - III, Lwów 1852-1855, praca zbiorowa